# Spintariscopio

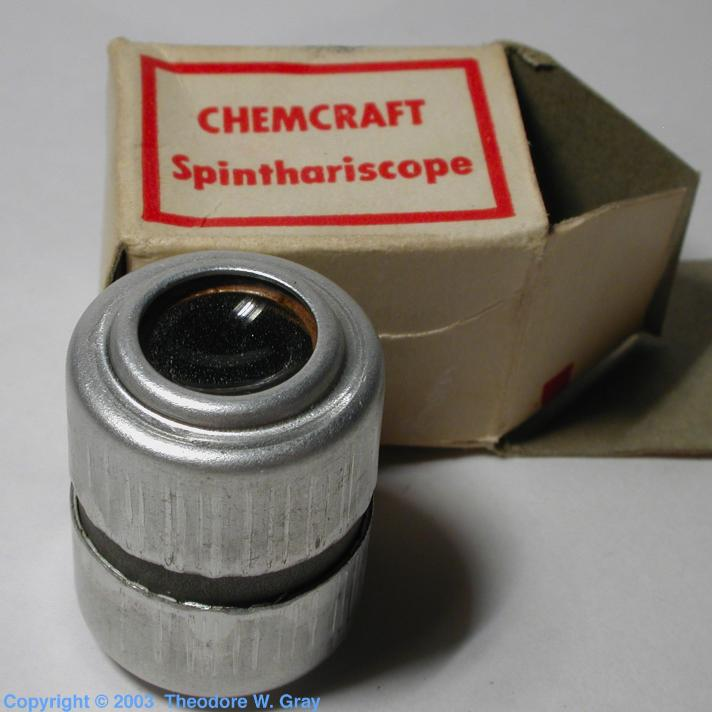
Spintariscopio giocattolo degli anni 1950

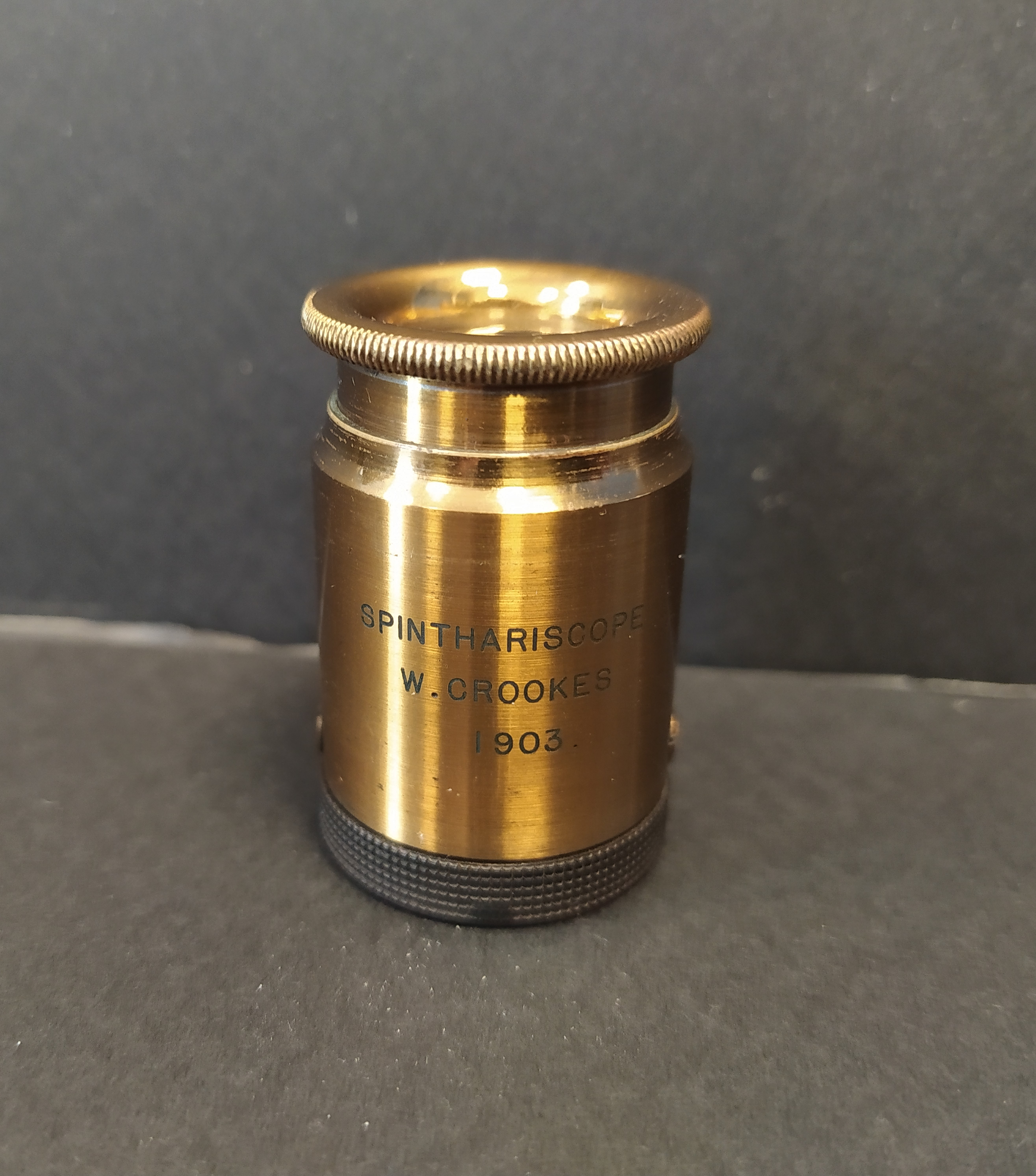
Spintariscopio costruito da Robert Drosten in Belgio nel 1905 e usato presso la facoltà di ingegneria dell'Università di Mons agli inizi del XX secolo

Lo spintariscopio (dal greco σπινθήρ, "scintilla") è un rudimentale tipo di rivelatore a scintillazione usato per osservare il decadimento di singoli atomi.

## Invenzione
Lo spintariscopio fu inventato da William Crookes nel 1903. In un esperimento in cui stava osservando l'apparentemente uniforme fluorescenza di un campione di bromuro di bario su uno schermo di solfuro di zinco, dovuta all'emissione di radiazione alfa, Crookes versò accidentalmente parte del campione. Osservando lo schermo di solfuro di zinco al microscopio, notò le scintille causate dalle collisioni di particelle alfa individuali con lo schermo. La scoperta spinse Crookes a progettare un dispositivo finalizzato ad osservare la scintillazione a livello atomico. Il dispositivo consisteva in un piccolo schermo rivestito di solfuro di zinco, installato all'estremità di un tubo, con un piccolo campione di sale di radio sospeso in prossimità dello schermo, e una lente installata all'estremità opposta del tubo che permetteva di osservare lo schermo.
Crookes presentò lo strumento il 15 maggio 1903 in una riunione della Royal Society a Londra.

## Spintariscopi giocattolo
Lo spintariscopio venne presto sostituito in contesto scientifico da strumenti quantitativi che permettevano di misurare la radioattività in esperimenti. Lo strumento vide una rinascita presso gli inizi del XX secolo in forma di strumento giocattolo per fini educativi. Nel 1947 uno spintariscopio giocattolo venne incluso nei cereali Kix.
Spintariscopi vengono tuttora prodotti, usando tuttavia americio o torio come sorgente radioattiva. Osservando uno spintariscopio la cui lente sia messa propriamente a fuoco, è possibile vedere una moltitudine di scintille che si propagano in direzioni casuali sullo schermo, tipicamente circolare, con un centro brillante circondato da un cerchio di emissioni.